# 321

## Esdeveniments
- 7 de març: l'emperador romà Constantí declara el diumenge («venerable dia del Sol») com a setè dia de la setmana, en lloc del dissabte.[1]
- Calcidi tradueix la primera part del Timeu de Plató al llatí
- A Antioquia (Turquia), un sínode de bisbes condemna l'arrianisme.

## Naixements
- Valentinià I, emperador romà.
- Wáng Xīzhī (王羲之), cal·lígraf xinès.